# Осівська сільська рада (Дубровицький район)
Осівська сільська́ ра́да — орган місцевого самоврядування в Дубровицькому районі Рівненської області. Адміністративний центр — село Осова.

## Загальні відомості
- Осівська сільська рада утворена в 1944 році.
- Територія ради: 32,474 км²
- Населення ради: 1 125 осіб (станом на 2001 рік)
- Територією ради протікає річка Бережанка.

## Населені пункти
Сільській раді підпорядковані населені пункти:
- с. Осова

## Населення
Станом на 1 січня 2011 року населення сільської ради становило 1037 осіб. У 2017 році населення сільської ради становило 1023 осіб.
Згідно з переписом УРСР 1989 року чисельність наявного населення сільської ради становила 1095 осіб, з яких 524 чоловіки та 571 жінка.
За переписом населення України 2001 року в сільській раді мешкало 1098 осіб.

### Мова
Розподіл населення за рідною мовою за даними перепису 2001 року:
| Мова       | Відсоток |
| ---------- | -------- |
| українська | 99,91 %  |
| російська  | 0,09 %   |

### Вікова і статева структура
Структура жителів сільської ради за віком і статтю (станом на 2011 рік):
| Вік   | Чоловіків | Жінок | Разом |
| ----- | --------- | ----- | ----- |
| 0-17  | 132       | 130   | 262   |
| 18-39 | 146       | 132   | 278   |
| 40-59 | 107       | 97    | 204   |
| 60+   | 115       | 178   | 293   |
| Разом | 500       | 537   | 1037  |

### Соціально-економічні показники
| Працездатне населення | Працездатне населення | Працездатне населення | Працездатне населення | Працездатне населення | Працездатне населення | Непрацездатне населення | Непрацездатне населення | Непрацездатне населення | Непрацездатне населення | Непрацездатне населення | Непрацездатне населення | Все населення |
| Чоловіки              | Чоловіки              | Жінки                 | Жінки                 | Разом                 | Разом                 | Чоловіки                | Чоловіки                | Жінки                   | Жінки                   | Разом                   | Разом                   | 1037          |
| ос.                   | %                     | ос.                   | %                     | ос.                   | %                     | ос.                     | %                       | ос.                     | %                       | ос.                     | %                       | 1037          |
| --------------------- | --------------------- | --------------------- | --------------------- | --------------------- | --------------------- | ----------------------- | ----------------------- | ----------------------- | ----------------------- | ----------------------- | ----------------------- | ------------- |
| 220                   | 22                    | 119                   | 11                    | 339                   | 33                    | 198                     | 20                      | 234                     | 22                      | 432                     | 42                      | 1037          |

| Зайняті  | Зайняті  | Зайняті | Зайняті | Зайняті | Зайняті | Безробітні | Безробітні | Безробітні | Безробітні | Безробітні | Безробітні | Все населення |
| Чоловіки | Чоловіки | Жінки   | Жінки   | Разом   | Разом   | Чоловіки   | Чоловіки   | Жінки      | Жінки      | Разом      | Разом      | 1037          |
| ос.      | %        | ос.     | %       | ос.     | %       | ос.        | %          | ос.        | %          | ос.        | %          | 1037          |
| -------- | -------- | ------- | ------- | ------- | ------- | ---------- | ---------- | ---------- | ---------- | ---------- | ---------- | ------------- |
| 92       | 9        | 55      | 5       | 147     | 14      | 112        | 11         | 80         | 7          | 192        | 18         | 1037          |

| Дорослі | Діти | Пенсіонери | Інваліди Німецько-радянської війни | Учасники бойових дій | Інваліди всіх груп і категорій | Люди, які обслуговуються служб. соц. допом. на дому | Неповні сім'ї | Діти з неповних сімей | Багатодітні сім'ї | Діти з багатодітних сімей | Діти-інваліди | Діти-сироти | Одинокі багатодітні матері |
| ------- | ---- | ---------- | ---------------------------------- | -------------------- | ------------------------------ | --------------------------------------------------- | ------------- | --------------------- | ----------------- | ------------------------- | ------------- | ----------- | -------------------------- |
| 766     | 283  | 375        | 3                                  | 4                    | 65                             | 20                                                  | 7             | 10                    | 45                | 175                       | 4             | -           | 2                          |

## Вибори
Станом на 2011 рік кількість виборців становила 757 осіб.

## Склад ради
Рада складається з 16 депутатів та голови.
- Голова ради: Кохтюк Богдан Дмитрович
- Секретар ради: Ковальчук Ніна Степанівна

### Керівний склад попередніх скликань
| Прізвище, ім'я, по батькові   | Основні відомості                                                                       | Дата обрання | Дата звільнення |
| ----------------------------- | --------------------------------------------------------------------------------------- | ------------ | --------------- |
| Потапчук Микола Володимирович | Сільський голова, 1960 року народження, безпартійний                                    | 26.03.2006   | 31.10.2010      |
| Кохтюк Богдан Дмитрович       | Сільський голова, 1976 року народження, освіта середня спеціальна, член Народної партії | 31.10.2010   |                 |

Примітка: таблиця складена за даними сайту Верховної Ради України

## Господарська діяльність
Основним видом господарської діяльності населеного пункту сільської ради є сільськогосподарське виробництво.

### Офіційні дані та нормативно-правові акти
- Паспорт Дубровицького району (станом на 1 січня 2011 року) (doc). Дубровицька районна рада. Архів оригіналу за 10 лютого 2015. Процитовано 16 жовтня 2019.